# 曳落河
曳落河，一般指唐朝开元、天宝年间安禄山麾下约8000人的精锐轻骑兵，由奚、契丹、同罗等少数民族为主组成。本意为突厥语“壮士”，由于在安史之乱中发挥了重要作用，史称“八千曳落河”。